# Борщёвская волость (Московская губерния)
Борщёвская волость — волость в составе Клинского уезда Московской губернии. Существовала до 1929 года. Центром волости до было село Борщёво.
По данным 1923 года в Борщёвской волости было 7 сельсоветов: Биревский, Боркинский, Борщёвский, Захаровский, Крупенинский, Мало-Борщёвский и Слободский.
В 1924 году Слободский с/с был разделён на Еросимовский и Рогатинский с/с.
В 1925 году Рогатинский с/с был переименован в Соковский, Боркинский — в Атеевский, Борщёвский — в Трехденевский, Крупенинский — в Кондыринский.
В 1926 году Еросимовский с/с был переименован в Еросимо-Слободский.
В 1927 году Соковский с/с был переименован в Рогатинский, Атеевский — в Боркинский, Трехденевский — в Борщёвский, Еросимо-Слободский — в Еросимовский, Кондыринский — в Крупенинский.
В 1929 году Борщёвская волость включала 8 с/с: Биревский, Боркинский, Борщёвский, Еросимовский, Захаровский, Крупенинский, Мало-Борщёвский и Рогатинский.
В ходе реформы административно-территориального деления СССР в 1929 году Борщёвская волость была упразднена.